# Samuel Shozo Komorita
Samuel Shozo Komorita (* 7. April 1927 in Seattle; † 11. Dezember 2006 in Champaign, Illinois) war ein US-amerikanischer Psychologe und Hochschullehrer. Seine letzte Wirkungsstätte war die University of Illinois. Die größte Bekanntheit erlangte Komorita für seine Arbeiten zur Konfliktlösung, insbesondere für die Untersuchung der Dynamik von Konflikten und Koalitionsbildung.

## Leben
Komorita wurde als Sohn japanischer Eltern, Ken und Kaga Komorita, 1927 in Seattle geboren. Er wuchs auch in Seattle auf, bis die Familie 1943 während des Zweiten Weltkriegs im Internierungslager Minidoka War Relocation Center interniert wurde. Dort schloss Komorita seine High School ab. Er bewarb sich 1944 bei der US-Army, wo er trotz anfänglicher Ablehnung aufgrund seiner Ethnie später doch aufgenommen wurde. Er blieb bis 1947 im Militär.
1947 schrieb er sich auch an der University of Washington ein und schloss 1950 mit einem Bachelor of Psychology ab und 1952 mit einem Master in Wirtschaftspsychologie. mit dieser Qualifikation begann Komorita seine berufliche Karriere als Fachmann für Arbeitsanalyse und -synthese sowie für Assessment Centers. Nach kurzer Laufbahn entschied sich Komorita für die akademische Laufbahn und nahm sein Doktorandenstudium für mathematische Psychologie an der University of Michigan auf. Das Studium, in dem er auf Clyde Coombs traf, schloss er 1956 mit dem Ph.D. ab. Während Coombs sich hauptsächlich auf theoretische Arbeit konzentrierte, hatte Komorita eine Vorliebe für Theorien, die sich in der Praxis verifizieren ließen.
Komorita entwickelte verschiedene Modelle der Koalitionsbildung und behielt sein ganzes Leben die Präferenz für praktisch anwendbare Arbeiten. In Michigan kam er in einem Seminar unter der Leitung von Anatol Rapoport auch in Kontakt mit der Spieltheorie, wodurch sein Interesse an Dialogen mit gemischten Motiven geweckt wurde. Nach seiner Promotion wechselte Komorita nach einem kurzen Intermezzo bei der RAND Corporation zur Vanderbilt University. Er verließ die Universität 1961 als Protest gegen die Entscheidung, einen farbigen Studenten nicht zum Studium der Theologie zuzulassen.
Er wechselte an die Wayne State University. Rassenunruhen bewegten Komorita schließlich, Detroit 1969 zu verlassen und so wechselte er an die Indiana University Bloomington. Dort blieb Komorita für fünf Jahre, bevor er an die University of Illinois wechselte, wo er bis zu seiner Emeritierung 1995 blieb.
Komorita starb am 11. Dezember 2006 an den Folgen eines Lungenemphysems in Champaign, Illinois.

## Ehrungen
Komorita war ein Fellow der American Psychological Association.

## Arbeit und Forschungsinteressen
Komoritas frühe Veröffentlichungen zeigen kein Interesse an gemischten Motiven. Er befasste sich mit den Eigenschaften von Assessment-Skalen und dem Einfluss des Elternhauses auf die Entwicklung von Vorurteilen bei Kindern. Gleichzeitig vertiefte er aber sein Wissen über die Spieltheorie mit der Lektüre von Morton Deutschs Arbeiten zur Zusammenarbeit sowie Sidney Siegels Arbeiten zu Verhandlungen.
1965 schließlich veröffentlichte Komorita seine erste Arbeit zum Gefangenendilemma, dem klassischen „Betrügen-oder-Zusammenarbeiten“ Ansatz der Spieltheorie. Als Komorita nach Indiana wechselte, hatte er alle früheren Forschungen aufgegeben und er konzentrierte sich ausschließlich auf die spieltheoretischen Forschungen, bei denen er sich anfänglich auf die Bildung von Koalitionen und die Verhandlungstheorie konzentrierte. Er entwickelte zwei Modelle, eines auf der Basis von gleichen Wahrscheinlichkeiten und, gemeinsam mit Jerry Chertkoff die nach den beiden benannte Verhandlungstheorie von Komorita und Chertkoff. Das Modell wurde durch Testsituationen in Gruppen geprüft und mit den Ergebnissen verbessert. Ein drittes Modell veröffentlichte er 1979.
Ab ca. 1980 konzentrierte sich Komorita unter dem Einfluss von Robert Axelrods Simulationen auf Verhaltensstrategien im Gefangenendilemma, wobei Komorita sein Interesse an Dilemmas betonte, sowie der Fragestellung, wie Kooperation eingeleitet und verstärkt werden könnte.

## Veröffentlichungen

### Bücher
- 1964, Review outline of psychology
- 1994, Social dilemmas: the psychology of human cooperation
- 1995, Interpersonal Relations. Mixed-Motive Interactions
- 1996, Social Dilemmas

### Artikel
- 1973, A bargaining theory of coalition formation; mit Jerry Chertkoff; Psychological Review, 80, 149–162.
- 1978, Evaluating Coalition Theories: Some Indices; Journal of Conflict Resolution, 1978, vol. 22, issue 4, 691–706
- 1988, The Effects of Justice Norms in a Bargaining Situation; mit Alan L. Ellis und Robert J. Melton
- 1997, Reciprocal Strategies for Large Groups